# Marshall Field III
Pour les articles homonymes, voir Field.
Marshall Field III (28 septembre 1893 - 8 novembre 1956) est le petit-fils de Marshall Field, un célèbre « capitaliste » du XIXe siècle. Il continua et développa son travail de façon spectaculaire, notamment en créant le Chicago Sun et l'Empire Field. Il décède d'une tumeur du cerveau à 63 ans.

## Biographie

### Mariages
Il a été marié trois fois :
- Evelyn

mariage le 8 février 1915 - divorce en 1926
ils ont eu trois enfants :
- Marshall Field IV - 15 juin 1916-18 septembre 1965.
- Barbara, née en 1918
- Bettine, née en 1923

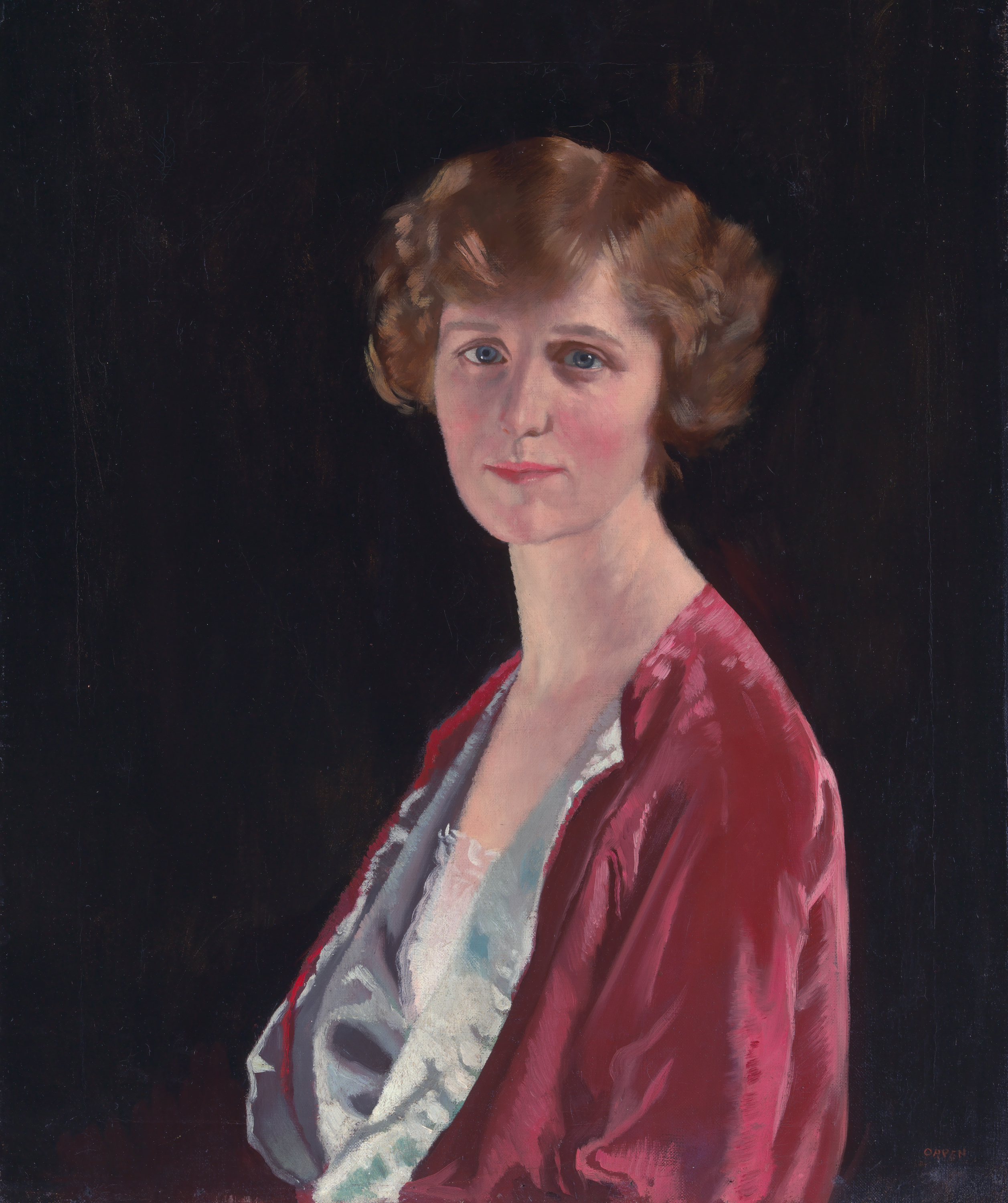
Evelyn Marshall Field (William Orpen, 1921).

- Audrey Evelyn James Coats (née en 1892 ou 1902- décédée en 1968)

mariage en 1930 - divorce en 1934
- Ruth Pruyn Phipps

(5 mai 1907-25 janvier 1994) - fille de Robert et Betty (Metcalf) Pruyn
mariage le 15 janvier 1936
ils ont eu 2 filles : 
- Phyllis, née en 1937
- Fiona, née le 25 décembre 1938 - décédée le 24 février 2000